# Arnmans gula höstkalvill
Arnmans gula höstkalvill es el nombre de una variedad cultivar de manzano (Malus domestica). 
Un híbrido de manzana originaria de Suecia. Las frutas tienen la pulpa con textura jugosa y tierna, sabor ligeramente ácido y suave, y un fino aroma. Tolera la zona de rusticidad delimitada por el departamento USDA, de nivel 1 a 2.

## Sinonimia
- "Sommargravensteiner",
- "Gulröda Rosenäpplet"
- "Guld-kronan".

## Historia
'Arnmans gula höstkalvill' es una variedad de manzana procedente del vivero de "Leykauf" en Norrköping. "Leykauf" debe haber traído a casa la variedad desde Alemania o Francia. Sin embargo la variedad de manzana no se describe en ninguna pomología alemana y se diferencia de 'Gul Höstkalvill' en una forma más ancha, más redondeada y menos puntiaguda, menos cresta, un tallo más profundo, granos más grandes y romos, un sabor más dulce y una maduración más temprana.
La manzana lleva el nombre de P. A. Arnman, y fue Carl G. Dahl quien la nombró en su libro Pomologi (1929, 1943). Por P. A. Arnman, la manzana primero fue nombrada 'Gul höstkalvill', pero Carl G. Dahl cambió esto.
Está incluida en la relación de manzanas cultivadas en Suecia en el libro "Äpplen i Sverige : 240 äppelsorter i text och bild.
"-(Manzanas en Suecia: 240 variedades de manzanas en texto e imagen).

## Características
'Arnmans gula höstkalvill' es un árbol de un vigor medio. Tiene un tiempo de floración que comienza a partir del 2 de mayo con el 10% de floración, para el 6 de mayo tiene una floración completa (80%), y para el 16 de mayo tiene un 90% caída de pétalos.
'Arnmans gula höstkalvill' tiene una talla de fruto grande; forma cónica; con nervaduras medias, y corona débil; piel fina y ligeramente brillante, además de grasa, epidermis con color de fondo es amarillo verdoso, con un sobre color naranja lavado en la parte expuesta al sol, importancia del sobre color bajo (25-35%), y patrón del sobre color rayas rotas discontinuas / punteado, presenta lenticelas de tamaño pequeño rojas, ruginoso-"russeting" (pardeamiento áspero superficial que presentan algunas variedades) bajo; cáliz es medio y semiabierto, asentado en una cuenca estrecha y profunda, con pliegues en la pared pronunciados; pedúnculo es medio y de calibre medio, colocado en una cavidad poco profunda y estrecha, con ruginoso-"russeting" en las paredes; carne de color blanco, pulpa con textura jugosa y tierna, sabor ligeramente ácido y suave, y un fino aroma. Contenido de vitamina C 3,6 mg / 100 gramos.
La manzana madura a mediados de septiembre, pudiendo consumirla en el momento, y se mantiene bien un mes más.

## Usos
Una excelente manzana para comer fresca en postre de mesa, aunque también se utiliza en preparaciones culinarias.

## Ploidismo
Diploide, polen auto estéril. Para su polinización necesita variedad de manzana con polen compatible. Las manzanas polinizadoras de 'Arnmans gula höstkalvill' incluyen 'Stenbock', 'Säfstaholm', y 'Transparente Blanche'.

## Susceptibilidades
Presenta cierta resistencia a la sarna del manzano y al mildiu.